# Campeonato Mundial de Gimnasia Artística de 1962
El XV Campeonato Mundial de Gimnasia Artística se celebró en Praga (Checoslovaquia) entre el 3 y el 8 de julio de 1962 bajo la organización de la Federación Internacional de Gimnasia (FIG) y la Federación Checoslovaca de Gimnasia.

## Resultados

### Masculino
| Evento                 | Oro | Plata | Bronce |
| ---------------------- | --- | --- | --- |
| Concurso completo ind. | Yuri Titov Unión Soviética 115,65 pts.                                                                 | Yukio Endo Japón 115,50 pts.                                                                                      | Boris Shakhlin Unión Soviética 115,20 pts.                                                                     |
| Suelo                  | Nobuyuki Aihara Japón / Yukio Endo Japón 19,500                                                        | | Franco Menichelli · Italia · 19,450                                                                            |
| Caballo con arcos      | Miroslav Cerar Yugoslavia 19,750                                                                       | Boris Shakhlin Unión Soviética 19,375                                                                             | Takashi Mitsukuri Japón / Yu Lifeng China 19,300                                                               |
| Anillas                | Yuri Titov Unión Soviética 19,550                                                                      | Yukio Endo Japón / Boris Shakhlin Unión Soviética 19,425                                                          | |
| Salto de potro         | Přemysl Krbec Checoslovaquia 19,550                                                                    | Haruhiro Yamashita Japón 19,350                                                                                   | Boris Shakhlin Unión Soviética / Yukio Endo Japón 19,225                                                       |
| Paralelas              | Miroslav Cerar Yugoslavia 19,625                                                                       | Boris Shakhlin Unión Soviética 19,600                                                                             | Yukio Endo Japón 19,500                                                                                        |
| Barra fija             | Takashi Ono Japón 19,675                                                                               | Yukio Endo Japón / Pavel Stolbov Unión Soviética 19,625                                                           | |
| Concurso por equipos   | Japón Nobuyuki Aihara Yukio Endo Takashi Mitsukuri Takashi Ono Shuji Tsurumi Haruhiro Yamashita 574,65 | Unión Soviética Valery Kerdemelidi Viktor Leontyev Viktor Lisitsky Boris Shakhlin Pavel Stolbov Yuri Titov 573,15 | Checoslovaquia Pavel Gajdoš Karel Klečka Přemysl Krbec Václav Kubíčka Ladislav Pazdera Jaroslav Šťastný 561,50 |

### Femenino
| Evento                 | Oro | Plata | Bronce                                                                                          |
| ---------------------- | --- | --- | ----------------------------------------------------------------------------------------------- |
| Concurso completo ind. | Larissa Latinina Unión Soviética 78,030 pts.                                                                          | Věra Čáslavská Checoslovaquia 77,732 pts.                                                                             | Irina Pervuschina Unión Soviética 77,465 pts.                                                   |
| Suelo                  | Larissa Latinina Unión Soviética 19,716                                                                               | Irina Pervuschina Unión Soviética 19,616                                                                              | Věra Čáslavská Checoslovaquia 19,550                                                            |
| Salto de potro         | Věra Čáslavská Checoslovaquia 19,649                                                                                  | Larissa Latinina Unión Soviética 19,632                                                                               | Tamara Manina Unión Soviética 19,549                                                            |
| Barras asimétricas     | Irina Pervuschina Unión Soviética 19,566                                                                              | Eva Bosáková Checoslovaquia 19,466                                                                                    | Larissa Latinina Unión Soviética 19,499                                                         |
| Barra                  | Eva Bosáková Checoslovaquia 19,499                                                                                    | Larissa Latinina Unión Soviética 19,416                                                                               | Keiko Ikeda · Japón / · Aniko Ducza · Hungría · 19,366                                          |
| Concurso por equipos   | Unión Soviética Polina Astakhova Lidia Ivanova Larisa Latynina Tamara Manina Sofia Muratova Irina Pervuschina 384,988 | Checoslovaquia Eva Bosáková Věra Čáslavská Libuse Cmiralova Hana Růžičková Ludmila Švédová Adolfina Tkačíková 382,590 | Japón Ginko Abukawa Keiko Ikeda Taniko Nakamura Kiyoko Ono Toshiko Shirasu Hiroko Tsuji 379,523 |

## Medallero
| Núm. | País           | Oro | Plata | Bronce | Total |
| ---- | -------------- | --- | ----- | ------ | ----- |
| 1    | URSS           | 6   | 8     | 5      | 19    |
| 2    | Japón          | 4   | 4     | 5      | 13    |
| 3    | Checoslovaquia | 3   | 3     | 2      | 8     |
| 4    | Yugoslavia     | 2   | 0     | 0      | 2     |
| 5    | China          | 0   | 0     | 1      | 1     |
| 5    | Hungría        | 0   | 0     | 1      | 1     |
| 5    | Italia         | 0   | 0     | 1      | 1     |
|      | TOTAL          | 15  | 15    | 15     | 45    |